# Pierre Magnenat
Pierre Magnenat, né le 26 mai 1924 à Renens et mort le 13 janvier 2009, est un médecin, écrivain et poète suisse romand.

## Biographie
Pierre Magnenat fait des études de médecine à Lausanne et à Zurich puis une formation post-graduée à Paris et à New York. Sa carrière universitaire et professionnelle se déroule au Centre hospitalier universitaire vaudois (CHUV) à Lausanne où il est chef de service du département de médecine interne de 1982 à 1990, date de son départ à la retraite. Médecin et professeur ordinaire de propédeutique médicale à l'Université de Lausanne (de 1965 à 1990), Pierre Magnenat est également bibliophile. 
En 1996, Pierre Magnenat publie Bibelot puis Bribes chez Festina Lente (en 1997), Foulées aux éditions Unes en 1998 et enfin Brassée : notations et dessins avec Philippe Cognée aux éditions Virgile en 2003. En 2004, paraît aux éditions de L'Aire La médecine prise aux mots.
Président de l'Association Pierre Pauli, Pierre Magnenat est également membre de la Fondation Mary Toms-Pierre Pauli, de la Commission neutre du CICR pour l'indemnisation des victimes dans les camps de concentration allemands (1968).

## Sources
- « Pierre Magnenat », sur la base de données des personnalités vaudoises sur la plateforme « Patrinum » de la Bibliothèque cantonale et universitaire de Lausanne.
- Le Temps, 2001/04/05
- Olivier Robert, Francesco Panese, Dictionnaire des professeurs de l'Université de Lausanne dès 1890, Lausanne, 2000, p. 775-776